# Українка (Сімферополь)
Укра́їнка (крим. Ukrayinka) — мікрорайон Сімферополя, в Залізничному районі міста, колишнє село. Не плутати з селом Курчи (Українка) Сімферопольського району, що знаходиться на південь від кримської столиці.

## Опис
Мікрорайон знаходиться на заході міста, відділений від основної частини міста залізничною дорогою та станцією «Сімферополь», на півночі та заході обмежується пагорбом Кум-Баїр, західним обходом міста та кордоном міста, на північному сході межує з районом Жигулін гай, на півдні з районом Льодозавод.
Основні вулиці — Лесі Українки, Широка, Західна, Генова, Ухтомського, Москальова.
Іноді окремо виділяють місцевість Верхня Укра́їнка на пагорбі за цвинтарем.
Це район приватної житлової забудови, переважно, одноповерхівок побудованих у період 1950-60-х років. Але де-не-де між ними височіють багатоповерхові будинки. Також тут багато виробничо-складських приміщень у районі вулиць Москальова та Мармурової.
Тут розташована лише одна школа — № 37, медичні ж установи розташовані у сусідніх житлових масивах. Є також невеликі магазини, а ближче до Євпаторійського шосе розташований торговий центр «Меганом».
Один із найбільших діючих промислових об'єктів мікрорайону — холодокомбінат, де зберігаються в основному великі партії мороженої риби.
Також на території району знаходиться Завод ЗБВ, Чорноморнафтогаз, Єврейський цвинтар (Староєврейський цвинтар) та цвинтар «Українка».
Східний край Українки перетинає річка Слов'янка — ліва притока Салгира. Річка періодично виходить з берегів та підтоплює місцевість.
З центром та іншими частинами міста мікрорайон з'єднує муніципальний автобусний маршрут № 4 та маршрутка № 1.

## Історія
Вперше село з'являється в історичних документах 1922 року як передмістя Сімферополя.
За твердженням відомого сімферопольського історика-краєзнавця, доктора історичних наук Володимира Полякова, у 1930-ті роки на околиці Сімферополя за залізничними коліями селилися жителі українських регіонів, які тікали від розкуркулювання. А вулиці називали рідними місцями: Чернігівська, Луганська, Харківська, Запорізька, Полтавська, Київська.
Перед Другою світовою війною село входить до складу міста.
1961 року Київською назвали іншу — найдовшу вулицю Сімферополя, а місцеву перейменували на честь письменниці Лесі Українки.
У квітні 2012 року відбулося відкриття першої черги торговельно-розважального комплексу «Меганом».